# 쇼나이역 (오사카부)
쇼나이역(일본어: 庄内駅, しょうないえき)은 일본 오사카부 도요나카시에 있는 한큐 전철 다카라즈카 본선의 역이다. 역 번호는 HK-42이다.

## 역사
- 1951년 5월 15일: 지역의 민원역으로, 미쿠니 역 ~ 핫토리 역(현, 핫토리텐진 역) 사이에 신설 개통. 개통 당시는 오사카 부 도요노군 쇼나이 정이었다.
- 1956년 2월 2일: 쇼나이 사건이 일어나고, 전철 운행이 중단됨.
- 2013년 12월 21일: 역 번호 도입.

## 역 구조
대피 설비를 가지는 섬식 승강장 2면 4선의 지상역이다.
개찰구는 지하 통로에 1곳만 설치되어 있다. 오래된 역 시설이기 때문에 엘리베이터가 있는 대신 배리어 프리 시설이 없고, 개찰구 내에 화장실도 설치되어 있지 않았지만, 배리어 프리 공사의 시공으로 개찰 내 지하 공간이 확장되어, 개찰 내에 다기능 화장실, 남녀 화장실, 개찰구 안팎으로 총 4곳에 엘리베이터가 설치되었다. 승강장과 지하 대합실을 연결하는 엘리베이터 설치를 필요로, 하행 방향(다카라즈카 방면)의 계단이 수 미터 이설 되었다.

### 승강장
| 번호 | 노선              | 방향 | 행선                                                                        |
| ---- | ----------------- | ---- | --------------------------------------------------------------------------- |
| 1・2 | ■ 다카라즈카 본선 | 하행 | 다카라즈카・히바리가오카하나야시키・가와니시노세구치・이시바시・미노오 방면 |
| 3・4 | ■ 다카라즈카 본선 | 상행 | 오사카 (우메다)・고베・교토・기타센리 방면                                  |

- 안쪽 2선(2,3번 선)이 주로 본선, 외측 2선(1,4번선)이 대피선이지만 현행 다이아에서는 낮 시간대 당역에서는 대피하지 않는다.
- 소네 역이 고가화될 때까지는 4번 선에 열차가 야간 유치되었고 다음날 아침 우메다 역으로 회송되는 형식이었다.

## 역 주변
- 국도 제176호선
- 독우회 종합 사카모토 병원
- 오사카 음악대학
- 쇼나이 신사
- 미즈호의 나라 기념 초등원(미개교)
- 도요나카 시립 쇼나이 도서관・도요나카 시 쇼나이 공민관, 도요나카 시 쇼나이 노인 복지 센터
- 도요나카 시립 쇼노우치사이와이초 도서관
- 도요나카 시립 다카가와 도서관・도요나카 시 다카가와 스포츠 룸
- 도요나카 시 로즈 문화 홀・도요나카 시 쇼나이 체육관
- 도요나카 미나미 경찰서
- 도요나카 쇼나이 우체국
- 도요나카 쇼나이키타 우체국
- 도요나카 쇼나이니시 우체국
- 도요나카 호난 우체국
- 이즈미야 쇼나이점
- 쇼나이 역전 상점가
- 판토리 쇼나이점
- 재팬 도요나카 쇼나이점
- 유카와 가구
- 호난 시장
- 파나소닉
- 파나소닉 용접 시스템 본사

## 사진

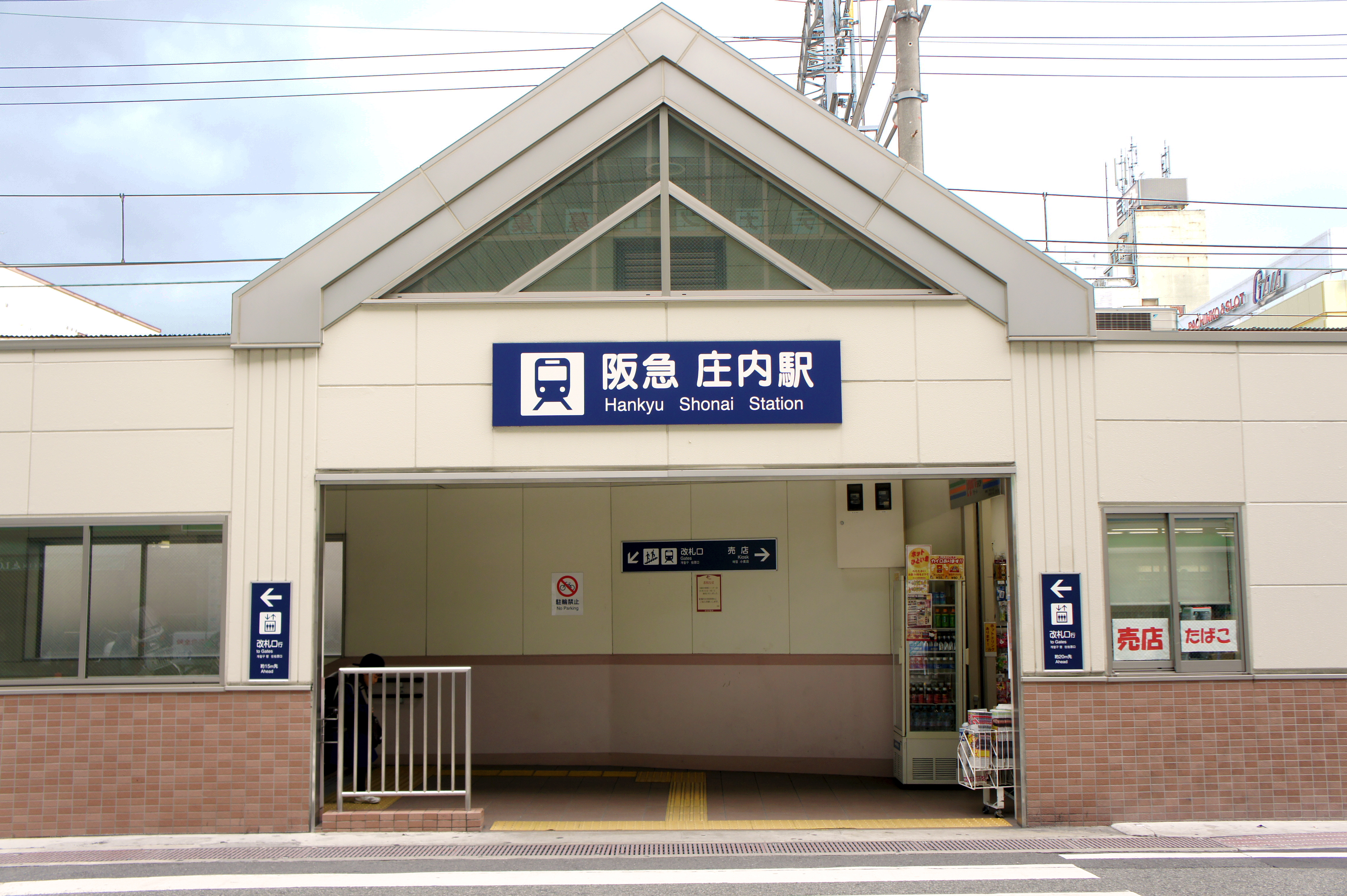
서쪽 출입구
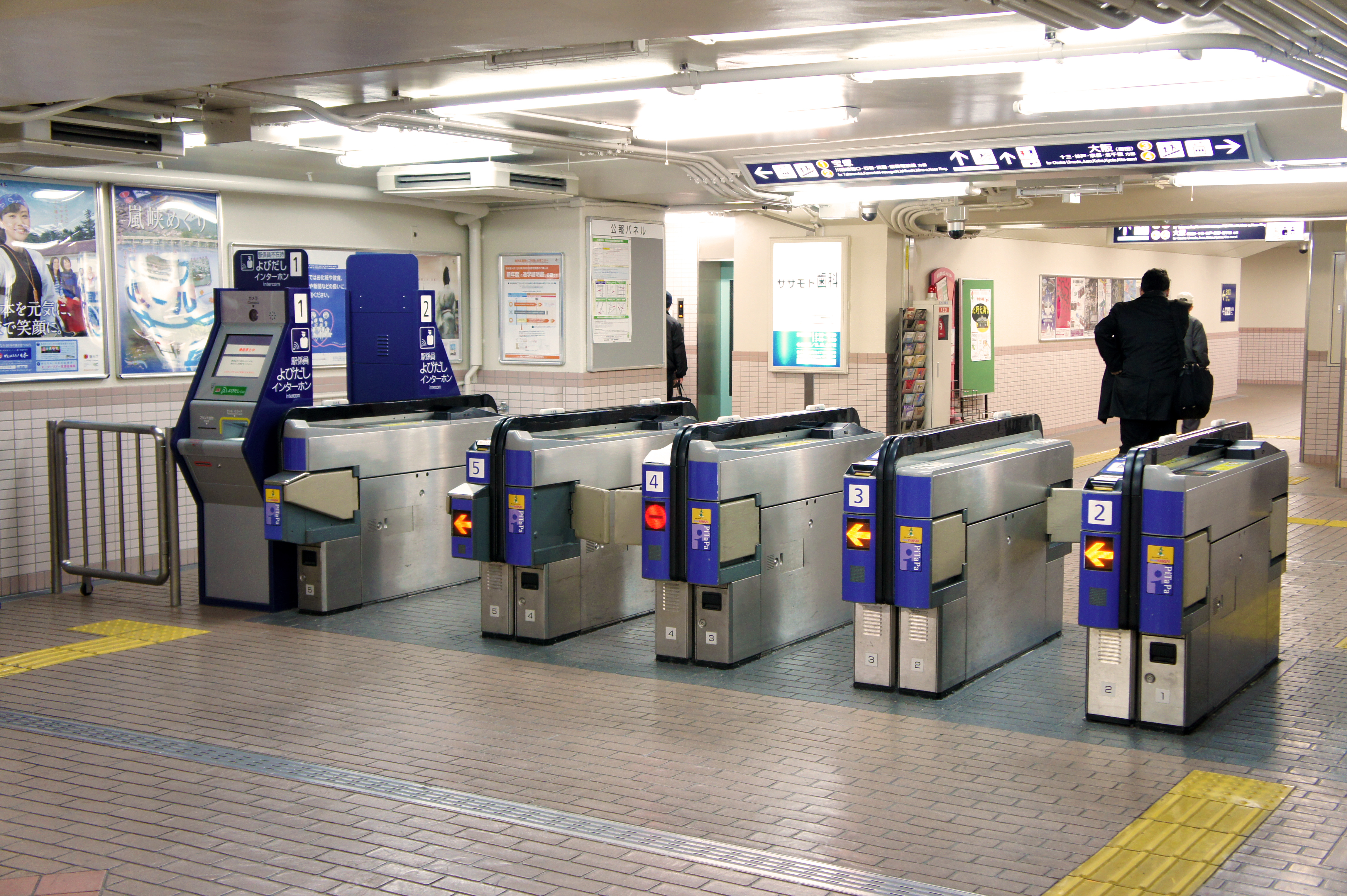
개찰구
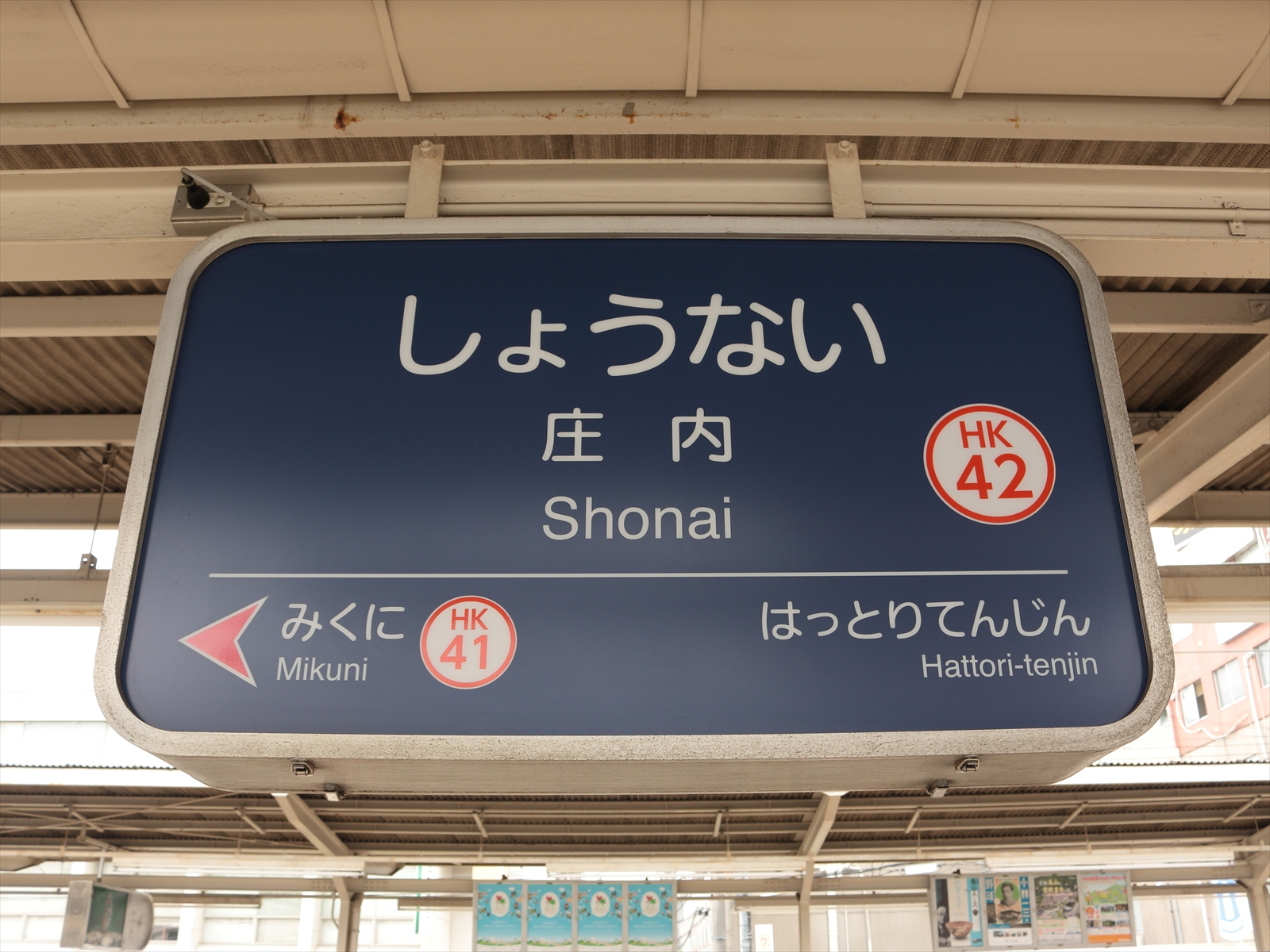
역명판

## 인접역
| 한큐 전철 ■ 다카라즈카 본선 | 한큐 전철 ■ 다카라즈카 본선 | 한큐 전철 ■ 다카라즈카 본선                          |
| --------------------------- | --------------------------- | ---------------------------------------------------- |
| HK-41 미쿠니 우메다 방면    | ■ 보통                      | 핫토리텐진 HK-43 미노오・닛세이추오・다카라즈카 방면 |